# Søren Larsen
Søren Larsen (Køge, 6 settembre 1981) è un ex calciatore danese, di ruolo attaccante.